# Oberried (Breisgau)
Oberried település Németországban, azon belül Baden-Württembergben. Lakosainak száma 2840 fő (2023. december 31.).

## Népesség
A település népessége az elmúlt években az alábbi módon változott:
| Lakosok száma | 1800 | 2065 | 2341 | 2471 | 2413 | 2609 | 2725 | 2904 | 2821 | 2840 |
|               | 1961 | 1967 | 1974 | 1980 | 1987 | 1993 | 2000 | 2006 | 2013 | 2023 |